# 瓦尼 (佛羅里達州)
瓦尼（英語：Wannee）是位於美國佛羅里達州吉爾克里斯特縣的一個非建制地區。該地的面積和人口皆未知。

## 地理
瓦尼的座標為29°43′08″N 82°56′28″W / 29.71889°N 82.94111°W，而該地的平均海拔高度為7米（即23英尺）。